# Comitatenses
Els Comitatenses eren un cos format per unitats d'infanteria pesant del Baix Imperi creat durant les reformes de l'exèrcit romà a principis del segle iv, probablement sota Dioclecià (r. 284-305) o Constantí el Gran (r. 306-337). El nom deriva del comitatus, l'aparell administratiu que servia a l'emperador i que l'acompanyava en els seus desplaçaments.
Els Comitatenses no estaven vinculats a cap territori en concret i podien unir-se a les tropes imperials estacionades de forma permanent a les fronteres de les províncies (els Limitanei). Al Codi Teodosià, es mencionen per primera vegada com a existents l'any 325.